# Ancohenia arostrata
Ancohenia arostrata är en kräftdjursart som beskrevs av Louis S. Kornicker 1976. Ancohenia arostrata ingår i släktet Ancohenia och familjen Sarsiellidae. Inga underarter finns listade i Catalogue of Life.